# Joseph Franklin Rutherford
Joseph Franklin Rutherford (Morgan megye, Missouri, 1869. november 8. – San Diego, Kalifornia, 1942. január 8.) leginkább az Őrtorony Biblia és Traktátus Társulat második elnökeként ismert, amely Jehova tanúi szervezete. Charles Taze Russell előzte meg ebben, és Nathan Homer Knorr követte.

## Életének korai szakasza
Egy farmer-családba született a Missouribeli Morgan megyében. A szülei baptisták voltak. Apja ellenezte Joseph a jog iránt tanúsított érdeklődését, de végül megengedte, hogy főiskolára járjon.
A tanulmányainak befejezése után, bírósági jegyzőkönyvvezetőként kezdett, majd egy boonvillei törvényszékre vették föl. Hamarosan helyettes bírói megbízott lett Missouri Tizennegyedik Bírósági Körzetében. (Ilyen háttérrel, gyakran Rutherford bírónak nevezték.)
1894-ben kezdett a Bibliakutató mozgalom iránt érdeklődni. Feleségével Charles Taze Russell három könyvét is olvasták, 1906-ban mindketten megkeresztelkedtek; 1907-ben pedig a Szervezet bírói jogtanácsosa lett. Az elkövetkező években Utazó Felvigyázói tisztséget töltött be.
1916-ban, Russell halála után megválasztották a Watch Tower Bible and Tract Society of Pennsylvania társaság elnökének. Ezt hosszú viták előzték meg, mivel a pásztor több utódot is megjelölt. Russell befejezetlen könyvét, a The Finished Mysteryt (1917) Clayton J. Woodworth és George H. Fisher írta és Joseph Franklin Rutherford szerkesztette és adta ki.

## Bebörtönzése
Russell által elkezdett könyvsorozat (Studies in the Scriptures) utolsó darabját (The Finished Mystery) ő fejezte be. Ennek tartalma felháborított sok keresztény vallásvezetőt, akik feljelentést tettek a kormánynál Rutherford ellen a zaklatás miatt és cenzúrát követeltek. Végül 1918-ban bezárták hét társával együtt az atlantai Georgiában a sorozás akadályozása és kémkedés állítólagos vádjával. Azonban 1919. május 14-én a New York-i kerületi panaszbizottság megsemmisítette az ítéletet, mivel úgy találta, hogy a per nem volt elfogulatlan, nem vette figyelembe az enyhítő körülményeket, bizonyítékokat. Az ügyészség nem kért perújrafelvételt; a vádak elbuktak az előzetes meghallgatáson.
Ezután ő és a Szervezet teljesen mentesült a vádak alól; ezt az is bizonyítja, hogy 1909 és 1942-ben bekövetkezett halála között az Amerikai Legfelsőbb Bíróság egy törvényszékének bejegyzett tagja maradt. 1939 és 1942 között 14 esetben is ügyvédként állt a bíróság elé (ld.: Jehova Tanúi a bíróság előtt). Sohasem gyógyult fel teljesen a börtönben szerzett tüdőbetegségéből; szabadulása után legyengülten tüdőgyulladást kapott és az orvosa azt tanácsolta, hogy több időt töltsön a kaliforniai San Diegóban.

## Tevékenysége Jehova Tanúinál
1916-tól haláláig, 1942-ig a Watch Tower Társulat elnöke volt. 1916-ban Russell halálával, a hit követői majdnem teljesen feloszlottak – a személyi-kultusz miatt. Az International Bible Students Association szervezetet Rutherford erős személyisége mentette meg; ennek ellenére sokan ellenezték az ő megválasztását – többek között Russell neve alatt kiadott könyv botrány miatt és akik kimaradtak a vezetésből – így elhagyták a gyülekezeteket. Híres volt erőteljes szónoklatairól; nagyon sok változtatást eszközölt a Bibliakutatók gondolkodásában és tevékenységét illetően. Nem ünnepelték meg többé a Karácsonyt és születésnapokat, elvetették a kereszt szimbólum használatát, a Szervezethez és nem a vezetőhöz váltak lojálissá a hívek. A doktrínákban fontossá vált az üldöztetés fogalma – a bírósági ügyek, a Jehova Tanúinak náci koncentrációs táborba hurcoltatása (holokauszt), fegyverfogás és zászló előtti szalutálás megtagadása után valóban sokakban ellenérzéseket keltettek, – ugyanakkor a szolidaritás érzését is felkeltették sokakban.
Az 1920-as években épült San Diego-i épületet Beth Sarimnak nevezte el, – ami héberül annyit tesz: a Hercegnő Háza. Azzal a céllal tartották fenn az épületet, hogy abban lakjanak a próféták és vének, akikről azt feltételezte, hogy közvetlenül Armageddon előtt fizikai formában fognak feltámadni, hogy Krisztust támogassák a Föld uralmának átvételekor. A mai napig bételnek (vagy bételothon) nevezik Jehova Tanúi a Társulat épületeit. Rutherford életének utolsó éveiben ebben a villában székelt. A villát 1848-ban eladták; nem sokkal később az 1950. november 1-jei Az Őrtorony hirdeti Jehova Királyságát magazinban megjelent cikk szerint csak Armageddon után fognak mindazok (Jézus ősatyái) feltámadni – így nincs szükségük ilyen épületre. Kritikák érték, amiért a Nagy gazdasági világválság idején milliomosként élt a kiadványok eladásának bevételéből és a tagok adományaiból.
Nagyon sok publikációja volt; könyvek, füzetek, traktátusok és cikkek. Jelentős dátumoknak jelölte meg előre az 1918-, 1920- és 1925-ös éveket a Királyság eljövetelét illetően.
1928-ban egy nagyobb doktrína-változás csomag (Russell szerepét leértékelték) után rengetegen elhagyták a mozgalmat. 1930-ban a russell-i kronológiát elvetette, a doktrínákat megváltoztatta.
Rutherford nevéhez kötődik Jézus Királyságának erőteljes hirdetése – ma erről ismerik fel Jehova Tanúit. Erőfeszítést tett, hogy a gyülekezetek tagjai tudatosan ne embereket kövessenek rajongva – mint az Russell esetében előfordult – hanem a Istent, és annak elrendezései szerint éljenek.
1931-ben felvetette egy új név felvételét az ohioi Columbus gyülekezetében, amit ott el is fogadtak. Így lett az International Bible Students vagy Bibliakutatók elnevezésből Jehova Tanúi. Ebben az évben indult el az Aranykor (később: Ébredjetek! vagy Awake!) folyóirat is.
1935-től a megmenekülés két osztályáról beszélt: a mennybe menő 144 000-ről és a földi paradicsomban élő más Jehova Tanúiról. 1938-ra teljesen központi irányítás alá vonta a gyülekezetek minden döntését.
A második világháború kitörésekor az Őrtorony arról számolt be, hogy már csak egy pár hónap van Armageddonig, amikor a kevés hűséges kivételével Isten elpusztítja az emberiséget.

## Hagyatéka
Halálakor azt kérte, hogy Beth Sarim-ban temessék el. Egy erős, 100.000 hívővel rendelkező szervezetet hagyott hátra. A legtöbb általa alkotott doktrína ma is változatlanul Jehova Tanúi alaptétele. Isten Szervezetének tekintették az Őrtorony Társulatot a tagok, ahogy ezt az 1985-ös, március 15-ei Őrtorony is írja a 10. oldalon; vagy az 1957. május 1-jei Őrtorony a szervezetről úgy beszél, mint „anyánkról”.
Knorr vette át a szervezet irányítását, aki Rutherford ellentéte volt; nem volt jó szónok, nem is publikált – a cikkei is csak névtelenül, a Szervezet termékeiként jelentek meg.

## Művei
1925. – Comfort for the Jews, 1932. – Vindication II és III., 1926. – Deliverance, 1933. – Preparation, 1927. – Creation, 1934. – Jehovah, 1928. – Government, 1936. – Riches, 1928. – Reconciliation, 1937. – Enemies, 1929. – Life, 1939. – Salvation, 1929 – Prophecy, 1940. – Religion, 1930. – Light I és II., 1941. – Children, 1931. – Vindication I., 1920. – Millions Now Living Will Never Die, 1934. – Favored People.

### Magyarul megjelentek
- Beszélhet az élő a halottal? Teljes magyarázata a spiritualizmusnak; Biblia Tanulmányozók Egyesülete, Brooklyn, 1920
- Milliók élnek most, akik sohasem fognak meghalni!; Nemzetközi Biblia Tanulók Egyesülete, Brooklyn, 1920
- A most élő emberek közül milliók sohasem halnak meg!; Nemzetközi Biblia Tanulók Egyesülete, New York, 1920
- Isten hárfája. Bibliatanulóknak való kézikönyv, különös tekintettel kezdők részére, több kérdéssel és bibliai idézetekkel; Watch Tower Bible and Tract Society, New-York, 1922
- Világnyomor-miért? A gyógyszer. 9 bibliai kérdés magyarázata; Nemzetközi Biblia Tanulmányozók Egyesülete, Brooklyn, 1923
- Miért van nyomorúság a világon?; Viata, Cluj, 1924
- A kívánatos kormányzat; Viata, Cluj, 1924
- Vigasz a népeknek; Biblia Tanulók Egyesülete, Brooklyn, 1925
- Pokol. Mi az? – kik vannak ott? – kijöhetnek-é ezek?; Nemzetközi Bibliatanulók Egyesülete, Brooklyn, 1925
- Zászló a népeknek. Béke, jólét, élet, szabadság, egészség, boldogság. Az emberi sziv óhaja, vágya és kivánsága; Brooklyn, International Bible Students Society, 1926
- Hol vannak a halottak? A Biblia válasza; Őrtorony Biblia és Traktátus Társulat, Brooklyn, 1927
- Szabadulás; Watch Tower, Brooklyn, 1928 k.
- Teremtés. A látható és láthatatlan dolgok teremtéséről szóló bibliai bizonyíték. A Logoszon kezdve, a mennyei uralkodó családot és az emberiség helyreállítását tárja fel; Watch Tower Bible and Tract Society, Brooklyn, 1928
- Kiengesztelés. Isten kegyes intézkedésének egyszerű magyarázata; Bible and Tract Society, Brooklyn–Bp., 1928
- Évkönyv. Az év minden napjára választott bibliaidézetek és rövid elmélkedések; Watch Tower Bible and Tract Society, Brooklyn, 1929
- Elnyomás. Mikor fog végződni?; Watch Tower Bible and Tract Society, Brooklyn, 1929
- Bűntények és csapások oka – gyógyszere; Watch Tower Bible Society, Brooklyn, 1930
- Béke vagy háború?; Watch Tower Bible and Tract Society, Brooklyn, 1930
- Isten hárfája. Bibliakutatóknak való kézikönyv, különös tekintettel kezdők részére, több kérdéssel és bibliai idézettel; Watch Tower Bible and Tract Society, Brooklyn–Magdeburg. 1931
- A királyság – a világ reménysége. Angolból fordítva; Athenaeum Ny., Bp., 1931
- Mennyország és tisztítótűz; Watchtower Bible Society, Brooklyn, 1931
- Élet. A Teremtő igéjéből vett megdönthetetlen bizonyíték arról, hogy Isten az emberiség számára örökélet lehetőséget szerzett a földön, és hogy a föld paradicsommá lesz átalakítva; Watch Tower Bible and Tract Society, Brooklyn, 1931
- Otthon és boldogság; The Watch Tower, Praha-Smichov, 1932
- A világ keletkezése. A látható és láthatatlan dolgok alkotásáról szóló szentirati bizonyítékokat írja le; Bible and Tract Society, Brooklyn–Bp., 1932
- Örömüzenet. Hét bibliai kérdés; Watch Tower Bible and Tract Society, Bp., 1933
- Az emberek elválasztása; Societatea de Biblie, Brooklyn, 1933
- A válság; Watch Tower, Brooklyn, 1933
- Az emberiség szétválása; Watch Tower, Praha, 1933
- Mi az igazság? Hét bibliai kérdés; Watch Tower Bible and Tract Society, Brooklyn, 1933
- Menekülés a királysághoz; The Watch Tower, Praha-Smichov, 1933
- Túlvilág; The Watch Tower, Praha-Smichov, 1933
- Ki az Isten? Bibliai tanulmányok; Watch Tower Bible and Tract Society, Bp., 1933
- Mi lesz a halál után?; Watch Tower Bible and Tract Society, Bp., 1933
- Jehova az örökkévaló király kinyilatkoztatása nevéről, szövetségeiről, az Úrvacsoráról és nevének igazolójáról; Watch Tower Bible and Tract Society, New York, 1934
- Igazságos uralkodó. Két bibliai előadás; Watch Tower Bible and Tract Society, Bp., 1934
- Ismeretek gyűjtése; Elbert Ny., Bp., 1935 (Bibliatársulat kiadványai)
- Fogságban; Elbert Ny., Bp., 1935 (Bibliatársulat kiadványai)
- Belsazár lakomája; Elbert Ny., Bp., 1935 (Bibliatársulat kiadványai)
- Abimélek királysága; Elbert Ny., Bp., 1935 (Bibliatársulat kiadványai)
- Dániel az oroszlánok vermében; Elbert Ny., Bp., 1935
- Általános háború közeleg. Három bibliai előadás; Watch Tower, Bp., 1935
- Kormányzat a világ érdekeire kiható előadás közvetítése világszerte. Az igazság eltitkolása miért?; Watch Tower, Brooklyn, 1935
- Angyalok. Szentirati értekezés; Biblia és Traktátus Társulat, Bucuresti, 1935
- Ki fog uralkodni a világ felett?; Biblia és Traktátus Társulat, Bucuresti, 1935
- Az ember keletkezése; Watch Tower Bible and Tract Society, Bp., 1935
- Gideon győzelme; Elbert Ny., Bp., 1935 (Bibliatársulat kiadványai)
- Habakuk próféciája; Elbert Ny., Bp., 1936? (Bibliatársulat kiadványai)
- A tudomány meggyarapodása; Elbert Ny., Bp., 1936 (Bibliatársulat kiadványai)
- Védelem azokkal szemben, akik nekem ártani vagy engem elpusztítani akarnak. Hogyan találhatom meg?; Biblia és Traktátus Rt., Bucuresti, 1936
- Amire szükséged van; Watch Tower, Bp., 1936
- Az Ő munkái; Zennig, Bp., 1936
- Gazdagság; Watch Tower Bible and Tract Society, Brooklyn, 1936
- Döntés. Gazdagodás vagy romlás; The Watch Tower, Praha, 1936
- A prófécia megértése; Elbert Ny., Bp., 1936 (Bibliatársulat kiadványai)
- Nagysokaság; Elbert Ny., Bp., 1936 (Bibliatársulat kiadványai)
- Angyalok. Szentirati előadás; Watch Tower, Bp., 1936
- A világ újjáépítése; Watch Tower, Bp., 1936
- Országlás; Watch Tower, Bp., 1936
- Felderítve; Society de Bible si Tractate, Bucureşti, 1937
- Felsőbbség; Watch Tower, Bp., 1937
- A mennyország kulcsai; Általános Ny., Bp., 1937
- Armageddon. Minden idők legnagyobb viadala. Ki éli át?; Watch Tower, New York–Bern–Prága, 1937
- Isten szándéka; Asociatia "Martorii lui Jehova" din România, Bucuresti, 1946

## Lásd még
- Jehova Tanúi
- A Jehova Tanúi története
- Jehova Tanúi kritikája